# Wheeler (Illinois)
Pour les articles homonymes, voir Wheeler.
Wheeler est un village du comté de Jasper dans l'Illinois, aux États-Unis,. Situé à l'ouest du comté, il est incorporé le 10 mai 1895.

## Démographie
Lors du recensement de 2010, le village comptait une population de 106 habitants. Elle est estimée, en 2016, à 105 habitants.

## Source de la traduction
- (en) Cet article est partiellement ou en totalité issu de l’article de Wikipédia en anglais intitulé « Wheeler, Illinois » (voir la liste des auteurs).